# King’s Cup (Fußball) 2017
Der King’s Cup 2017 (thailändisch คิงส์คัพ 2018) war die 45. Austragung eines Fußballwettbewerbs in Thailand. Ausgetragen und organisiert wurde der Wettbewerb vom thailändischen Fußballverband.

## Teilnehmende Mannschaften
| Mannschaft   | Nationaler Verband               | Regionaler Verband | Kontinentalverband | FIFA-Weltrangliste |
| ------------ | -------------------------------- | ------------------ | ------------------ | ------------------ |
| Thailand     | Football Association of Thailand | AFF                | AFC                | 131. Platz         |
| Belarus      | Belaruskaja Federazyja Futbola   |                    | UEFA               | 71. Platz          |
| Burkina Faso | Fédération Burkinabè de Football | WAFU               | CAF                | 44. Platz          |
| Nordkorea    | DVR Korea Football Association   | EAFF               | AFC                | 113. Platz         |

## Modus
Sollte es nach der regulären Spielzeit unentschieden stehen, wird die Entscheidung im Elfmeterschießen herbeigeführt. Es gibt keine Verlängerung. Es können drei Spieler ausgetauscht werden.

## Austragungsort
Alle Spiele fanden in der Hauptstadt Bangkok im 50.0000 Zuschauer fassenden Rajamangala Stadium statt.

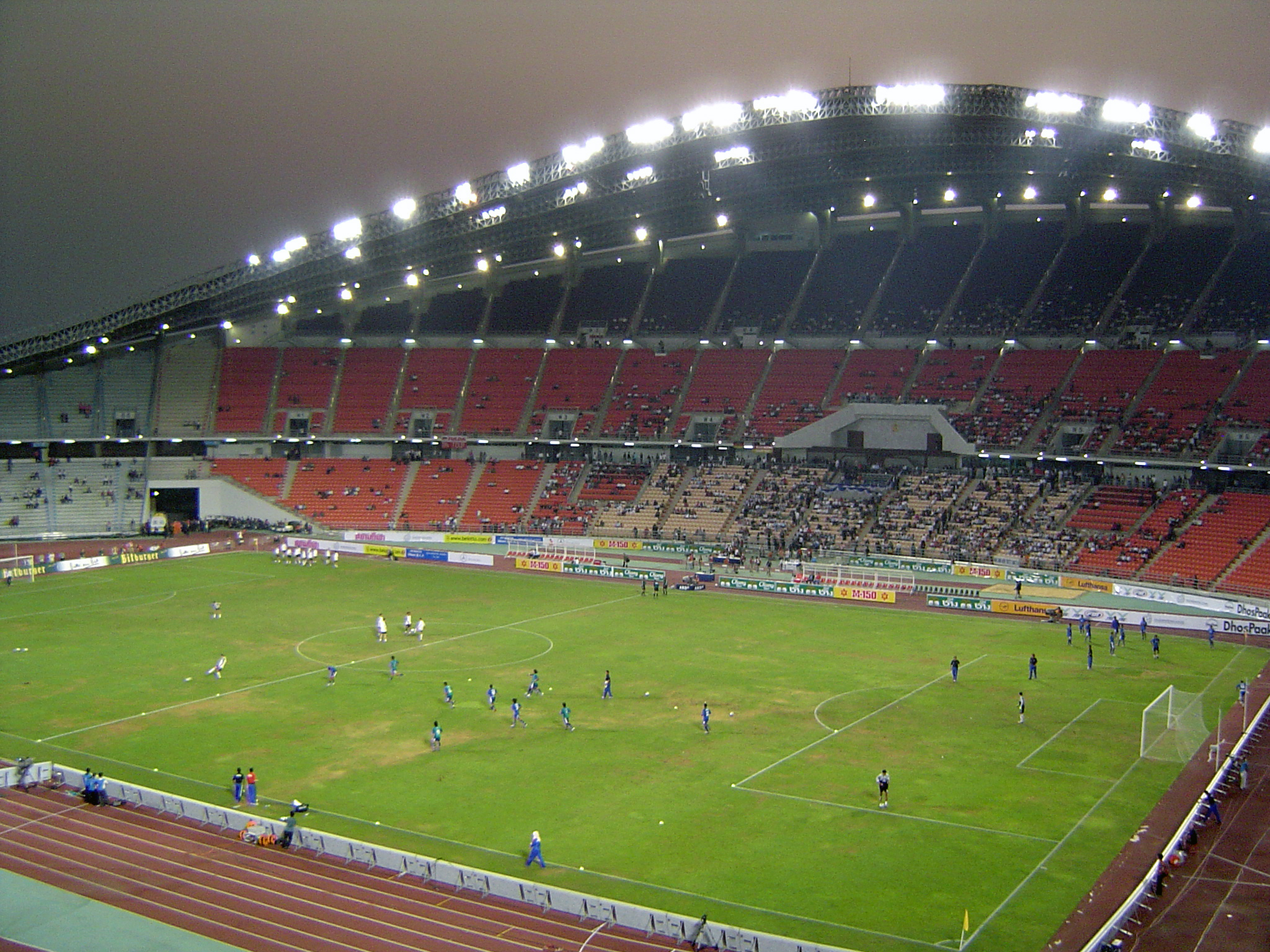
Rajamangala Stadium

## Spiele

### Übersicht
|  | Halbfinale                 | Halbfinale                 | Halbfinale                 |   |              | Finale                     | Finale                     | Finale                     |
|  |                            |                            |                            |   |              |                            |                            |                            |
|  | 14. Juli 2017 um 16:30 Uhr |                            |                            |   |              |                            |                            |                            |
|  | 1                          | Burkina Faso               | 0 (0)                      |   |              |                            |                            |                            |
|  | 2                          | Belarus                    | 0 (3)                      |   |              | 16. Juli 2017 um 16:30 Uhr | 16. Juli 2017 um 16:30 Uhr | 16. Juli 2017 um 16:30 Uhr |
|  |                            |                            |                            | 1 | Burkina Faso | 3 (4)                      |                            |                            |
|  | 14. Juli 2017 um 19:30 Uhr | 14. Juli 2017 um 19:30 Uhr | 14. Juli 2017 um 19:30 Uhr |   | 4            | Nordkorea                  | 3 (3)                      |                            |
|  | 3                          | Thailand                   | 3                          |   |              |                            |                            |                            |
|  | 4                          | Nordkorea                  | 0                          |   |              | Spiel um Platz 3           | Spiel um Platz 3           | Spiel um Platz 3           |
|  |                            |                            |                            |   |              | 2                          | Belarus                    | 0 (4)                      |
|  | 3                          | Thailand                   | 0 (5)                      |   |              |                            |                            |                            |
|  |                            |                            |                            |   |              | 25. März 2018 um 19:30 Uhr |                            |                            |

### Halbfinale
| Datum                      |              | Ergebnis        |           |
| -------------------------- | ------------ | --------------- | --------- |
| 14. Juli 2017 um 16:30 Uhr | Burkina Faso | 0:0 (0:3 i. E.) | Belarus   |
| 14. Juli 2017 um 19:30 Uhr | Thailand     | 3:0             | Nordkorea |

### Spiel um Platz 3
| Datum                      |              | Ergebnis        |           |
| -------------------------- | ------------ | --------------- | --------- |
| 16. Juli 2017 um 16:30 Uhr | Burkina Faso | 3:3 (4:3 i. E.) | Nordkorea |

### Finale
| Datum                      |         | Ergebnis        |          |
| -------------------------- | ------- | --------------- | -------- |
| 25. März 2018 um 19:30 Uhr | Belarus | 0:0 (4:5 i. E.) | Thailand |

## Platzierung
| Platz    | Mannschaft   |
| -------- | ------------ |
| 1. Platz | Thailand     |
| 2. Platz | Belarus      |
| 3. Platz | Burkina Faso |
| 4. Platz | Nordkorea    |